# Lilija Kulyk
Lilija Wolodymyriwna Kulyk (ukrainisch Лілія Володимирівна Кулик; * 27. Januar 1987 in Kupjansk in der Oblast Charkiw) ist eine ukrainische Dreispringerin.
Kulyk gewann die Bronzemedaille bei den Leichtathletik-Juniorenweltmeisterschaften 2006. Mit 14,01 m war dies das erste Mal, dass sie die 14-Meter-Barriere übersprang. Sie steigerte ihre Bestleistung 2007 auf 14,39 m, womit sie bei den U23-Europameisterschaften gewann. Bei den Olympischen Spielen 2008 schied sie in der Qualifikation aus. Bei den U23-Europameisterschaften 2009 gewann sie mit 13,88 m die Bronzemedaille. 2010 gelang Kulyk in der Qualifikation bei den Europameisterschaften 2010 ein Sprung von 14,04 m, womit sie als 13. nur um vier Zentimeter den Einzug in den Vorkampf verpasste.
Kulyk startet für Dynamo-Ukraina Kupjansk. Bei einer Körpergröße von 1,68 m beträgt ihr Wettkampfgewicht 55 kg.

## Bestweiten
- Freiluft
  - Weitsprung: 6,46 m (19. Mai 2007 in Kiew)
  - Dreisprung: 14,39 m (13. Juli 2007 in Debrecen)
- Halle
  - Weitsprung: 6,37 m (26. Januar 2008 in Saporischschja)
  - Dreisprung: 14,06 m (18. Februar 2010 in Sumy)